# Station Barnten
Station Barnten (Bahnhof Barnten) is een spoorwegstation in de Duitse plaats Barnten, gemeente Nordstemmen, in de deelstaat Nedersaksen. Het station ligt aan de spoorlijn Hannover - Kassel, daarnaast is er een aansluiting op de spoorlijn Lehrte - Nordstemmen.

## Indeling
Het station heeft één zijperron en één eilandperron met twee perronsporen (drie in totaal). Deze perrons zijn niet overkapt maar voorzien van abri's. Het eilandperron is te bereiken via een voetgangersbrug vanaf het zijperron, deze brug heeft geen liften. Aan de westzijde van het station zijn er parkeerplaatsen en fietsenstallingen. Hier staat ook het voormalige stationsgebouw, welke nu wordt gebruikt als restaurant.

## Verbindingen
Het station is onderdeel van de S-Bahn van Hannover, die wordt geëxploiteerd door DB Regio Nord. De volgende treinserie doet het station Barnten aan:
| Serie | Treinsoort             | Route | Bijzonderheden                                |
| ----- | ---------------------- | --- | --------------------------------------------- |
| S4    | S-Bahn (DB Regio Nord) | Bennemühlen – Hannover Hbf – Hannover Bismarckstraße – Hannover Messe/Laatzen – Barnten – Hildesheim Hbf | Bennemühlen - Hannover Hbf 2x per uur (ma-za) |